# Momhil Sar
Der Momhil Sar ist ein 7343 m hoher Berg im Hispar Muztagh, einem Teil des Karakorum-Hauptkamms in Pakistan.

## Lage
Der Hispar Muztagh ist die zweitwestlichste Kette des Karakorum-Hauptkamms und grenzt im Westen an das Hunza-Tal. Von dort aus erreicht die Kette im Lupghar Sar zum ersten Mal eine Höhe von über 7000 m. Südlich des Lupghar Sar liegt der Momhil Sar. Über den Nordgrat verläuft der Hauptkamm zum Gipfel und führt über den Südostgrat herab zu einem Sattel, der ihn mit seinem östlichen Nachbarn, dem 7577 m hohen Trivor verbindet. Der Südwestgrat des Momhil Sar führt hinab zum Gharesagletscher, der auch als „Trivorgletscher“ bezeichnet wird. Dieser Gletscher nährt sich in einem Kessel zwischen Südwestgrat, Südwand und Südostgrat des Momhil Sar und dem Nordwestgrat, der Westwand und dem Südwestgrat des Trivor. Er fließt Richtung Westen, sein Abfluss mündet bei Nagar in den Hispar. Westlich des Momhil-Sar-Südwestgrats wird der Gharesagletscher von einem namenlosen Gletscher gespeist, der sein Nährgebiet zwischen der Westwand des Momhil Sar und der Südseite des Lupghar Sar hat. Die Nordostseite des Momhil Sar nährt den Momhilgletscher, der außerdem die Schneemassen von der Nordseite des Trivor und der Westseite des Distaghil Sar, dem höchsten Berg des Hispar Muztagh, nach Norden zum Shimshal-Tal befördert.

## Besteigungsgeschichte
Die bislang einzige Besteigung gelang einer steirischen Mannschaft bestehend aus Hanns Schell, Rudolf Pischinger, Horst Schindlbacher, Leo Schlömmer und Rudolf Widerhofer, die im Juni 1964 den Gharesagletscher bis zum Verbindungsgrat zwischen Trivor und Momhil Sar anstiegen, wo sie ihr drittes Hochlager errichteten. Bis dorthin entsprach ihre Route der der Erstbesteiger des Trivor vier Jahre zuvor. Nachdem sie an der Besteigung des Südostgrats zunächst scheiterten, kehrten sie einige Tage später zu Lager 3 zurück, querten nun jedoch in die Südostwand des Momhil Sar und erreichten über den Südgrat nach etwa sechzehn Stunden schließlich den Gipfel.